# مادلین ریفو
مادلین ریفو (انگلیسی: Madeleine Riffaud؛ ۲۳ اوت ۱۹۲۴ – ۶ نوامبر ۲۰۲۴) خبرنگار، روزنامه‌نگار، شاعر و نویسنده اهل فرانسه بود.
ریفو خبرنگار جنگ و یکی از اعضای مقاومت فرانسه در طول جنگ جهانی دوم بود. پس از جنگ جهانی دوم، ریفو گزارشگر جنگ الجزایر برای یک روزنامه پاریس بود و سپس به مدت هفت سال در ویتنام برای مقاومت ویت کنگ فعالیت داشت. ریفو برندهٔ جوایزی همچون لژیون دونور شد.
ریفو در ۲۳ اوت ۲۰۲۴، ۱۰۰ ساله شد و ۲ ماه بعد، در ۶ نوامبر ۲۰۲۴، در آپارتمان شخصی خود درگذشت.